# Терпуг смугастий
Терпуг смугастий (Oxylebius pictus) — вид скорпеноподібних риб родини терпугові (Hexagrammidae). Зустрічається на сході Тихого океану від узбережжя Аляски до Каліфорнії. Рибка може досягати 25 см завдовжки і має сім вертикальних темних смуг. Населяє скелясті ділянки, як правило, на глибині до 50 метрів. Живиться ракоподібними, поліхетами, дрібними молюсками і мохуватками.